# Alsunga
Alsunga (in tedesco Alschwangen) è un comune della Lettonia di 789 abitanti (dati 2015)